# Cyclone Olivia
Le cyclone Olivia est un cyclone tropical de catégorie 4 qui a frappé le nord-ouest de l’Australie en avril 1996. Une rafale de 408 km/h a été enregistrée le 10 avril 1996 lors du passage du cyclone à l'île de Barrow (Australie-Occidentale). L’Organisation météorologique mondiale (OMM) a homologué début 2010 ce vent comme le record du vent le plus violent jamais observé scientifiquement sur Terre, hors ceux des tornades. Cependant, le vent soutenu maximal sur 1 minute a été de 230 km/h.

## Évolution météorologique
Le 2 avril 1996, le Bureau of Meteorology (BOM) d’Australie a repéré une dépression aux niveaux moyens de la troposphère sur l’Indonésie, au nord de Darwin (Territoire du Nord). Elle s’est lentement intensifiée malgré un fort cisaillement des vents en se dirigeant vers le sud. Tôt le 5 avril, le Joint Typhoon Warning Center (JTWC) américain a classé le système comme Dépression tropicale 25S alors que sa trajectoire s’était incurvée vers l’ouest. Peu de temps après, le BOM l’a déclaré un cyclone de catégorie 1 dans l’échelle australienne, ce qui correspond à une tempête tropicale dans l’échelle de Saffir-Simpson, et nommé Olivia,. 
La progression vers l’ouest, dans la circulation d’un anticyclone des niveaux moyens au sud d’Olivia, s’est accéléré avec le renforcement de l’anticyclone. Le cisaillement a cependant inhibé la convection et la formation d’un œil jusqu’au 8 avril. À ce moment, Olivia est entré sous l’influence d’un creux barométrique avec un cisaillement moindre. Olivia est alors devenu un cyclone de catégorie 1 dans l’échelle de Saffir-Simpson selon le JTWC, avec des vents estimés de 120 km/h sur une période de une minute, ce qui correspond à un cyclone tropical sévère dans l’échelle du BOM,,.
La circulation a ensuite déviée la trajectoire d’Olivia vers le sud-ouest et le 9 avril, le cyclone a atteint son intensité maximale. La pression barométrique la plus basse du système a été estimée en après-midi à 925 hPa et les vents soutenus sur 10 minutes étaient alors de 195 km/h selon le BOM,. Le JTWC l’a classé comme un cyclone de catégorie 4 quelques heures plus tard avec des vents soutenus sur une minute à 230 km/h.
Le cyclone s’est ensuite dirigé vers le sud, puis le sud-est. Le 10 avril, le radar météorologique de la base des forces aériennes de Learmonth, près de Exmouth (Australie-Occidentale), a montré que l’œil du système avait 65 km de diamètre. En fin de journée, le centre d’Olivia est passé près de l'île de Barrow (Australie-Occidentale) à pleine intensité et près de l'île de Varanus ayant presque atteint le niveau de catégorie 5,. Olivia a ensuite touché la côte près de Mardie et a commencé à perdre de son intensité par friction. Accélérant vers le sud-est, le cyclone a perdu rapidement de la force. En après-midi du 11 avril, il était devenu une dépression tropicale sur le sud de l’Australie. Il s’est dissipé sur la Grande baie australienne.

## Impact
Olivia était seulement une tempête tropicale dans l’Échelle de Saffir-Simpson quand il est passé sur la mer de Timor. Il y a alors donné de la pluie et des vents sur le Territoire du Nord en Australie et une onde de tempête de 2 mètres mais aucun dommage n’a été rapporté. Les plateformes de forage pétrolier ont noté des rafales à 127 km/h au passage d’Olivia. Plus tard, lors de son maximum d’intensité, la houle a été mesurée à 21 mètres. Ceci combiné avec les vents a causé plusieurs millions de dollars de dommages aux plateformes.